# Đài phun nước thợ dệt ở Chojnów
Đài phun nước thợ dệt ở Chojnów (tiếng Ba Lan: Fontanna Tkacza w Chojnowie) là một đài phun nước nổi bật ở trung tâm quảng trường Chợ tại thị trấn Chojnów, thuộc huyện Legnicki, tỉnh Dolnośląskie ở miền tây nam Ba Lan.

## Lịch sử
Không khó để tìm thấy các hội dệt vải ở thị trấn Chojnów vì thị trấn là một trong những địa danh nổi tiếng với các sản phẩm dệt và vải vóc tại khu vực Silesia. Vì vậy, ý tưởng xây dựng một đài phun nước để kỷ niệm cho ngành dệt truyền thống ở thị trấn được hình thành. Đài phun nước thợ dệt bắt đầu được xây dựng vào năm 2012 và chính thức khánh thành trong cùng năm. Hiện nay, truyền thống dệt may ở thị trấn vẫn còn được duy trì. Lễ hội dệt và thủ công mỹ nghệ vẫn thường được tổ chức ở đây mỗi năm một lần.

## Mô tả
Đài phun nước thợ dệt ở Chojnów có tổng chiều cao là 2,5 mét với một tác phẩm điêu khắc bằng đồng khắc họa hình ảnh một người thợ dệt, do nhà điêu khắc Michael Jackowski thực hiện. Người thợ dệt đang cầm một con thoi bằng tay phải, còn cánh tay trái đang nâng một tấm vải dài. Xung quanh đài phun nước được tô điểm với những bồn hoa, hàng cây xanh, ghế dài và cột đèn.